# Ángela Acuña Braun

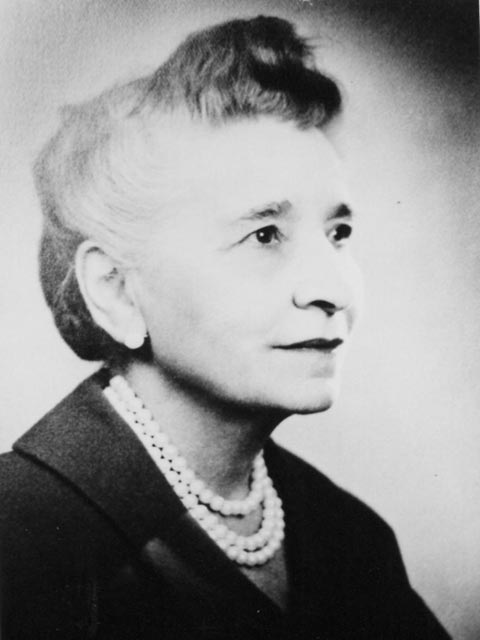
Ángela Acuña Braun

Ángela Adela Acuña Braun (auch Ángela Acuña de Chacón; * 2. Oktober 1888 in Cartago, Costa Rica; † 10. Oktober 1983 in San José) war eine costa-ricanische Juristin, Diplomatin und Frauenrechtlerin.

## Leben
Ángela Acuña Braun wurde 1888 in Karthago geboren. Sie besuchte die Sekundarschule am Colegio Superior für Mädchen. Im Jahr 1906 reiste sie nach Frankreich und England, um ihre Ausbildung zu ergänzen. In England wurde sie Zeuge der intensiven Kämpfe der Suffragetten für Bildung und Frauenwahlrecht. Im Jahr 1912 war sie die erste und einzige Frau am Lyzeum von Costa Rica. Sie erwarb damit als erste Frau das Recht, im folgenden Jahr an der Escuela de Derecho Rechtswissenschaft zu studieren.
Im Jahr 1915 gründete Acuña Braun das Frauenmagazin Fígaro. Im folgenden Jahr erwarb sie den Bachelor und legte dem Kongress die erste Petition zur Zivilgesetzgebung des Landes vor. Sie war die erste Frau, die 1919 im Ministerium für öffentliche Bildung arbeitete. Fünf Jahre später setzte sie sich für die Lehrerinnen ein und forderte gleiches Gehalt für gleiche Arbeit, wie die der Männer. Acuña Braun schloss 1925 ihr Studium mit Auszeichnung ab. Ihre Abschlussarbeit über „Die Rechte des Kindes im modernen Recht“ führte zu wichtigen Änderungen des Bürgerlichen Gesetzbuchs. Sie war die erste Rechtsanwältin in Mittelamerika. Sie ging 1926 nach Brüssel, wo sie ein Diplom in Geflügelzucht erwarb.
Nach Costa Rica zurückgekehrt, setzte sich Acuña Braun seit 1929 für das Frauenwahlrecht und den Zugang von Frauen zu Ämtern in der Justiz oder als Notarinnen ein. Sie gründete die Liga Femenina von Costa Rica, der sie als Präsidentin vorstand, und übernahm auch den Vorsitz der Liga Internacional de Mujeres Ibéricas e Hispanoamericanas. Die costa-ricanische Filiale des Panamerikanischen Runden Tischs gründete sie 1940 und im folgenden Jahr wurde sie zur Delegierten der Interamerikanischen Frauenkommission ernannt. Im Jahr 1943 wurde sie Mitbegründerin der Zeitung „Mujer y Hoy“. Sie hielt zahlreiche Veranstaltungen in ländlichen Gebieten ab und bemühte sich, eine Orientierungsschule für Frauen zu schaffen. Die verfassungsgebende Versammlung von 1948 nahm die Rechte der Frauen in ihre Agenda auf. Das Frauenwahlrecht wurde im Jahr 1950 erreicht. Acuña Braun wurde im selben Jahr „Mutter von Costa Rica“ genannt und erhielt in Nordamerika zahlreiche Ehrungen.
Acuña Braun wurde 1957 zur Botschafterin Costa Ricas bei der Organisation Amerikanischer Staaten ernannt. Im selben Jahr wurde sie zur Mujer de las Américas ernannt. Ihr zweibändiges Werk La mujer costarricense a través de cuatro siglos, eine sozialhistorische Studie über costa-ricanische Frauen in vier Jahrhunderten, konnte sie nach langjährigen Vorarbeiten 1970 abschließen.
Ángela Acuña Braun starb am 10. Oktober 1983 im Alter von 95 Jahren in San José. Sie hatte 1930 den Rechtsanwalt Lucas Raúl Chacón († 1948) geheiratet und wurde 1931 Mutter einer Tochter.
| Personendaten    | Personendaten                                      |
| ---------------- | -------------------------------------------------- |
| NAME             | Acuña Braun, Ángela                                |
| ALTERNATIVNAMEN  | Acuña Braun, Ángela Adela; Acuña de Chacón, Ángela |
| KURZBESCHREIBUNG | costa-ricanische Diplomatin                        |
| GEBURTSDATUM     | 2. Oktober 1888                                    |
| GEBURTSORT       | Cartago, Costa Rica                                |
| STERBEDATUM      | 10. Oktober 1983                                   |
| STERBEORT        | San José, Costa Rica                               |